# Ekonomie práce

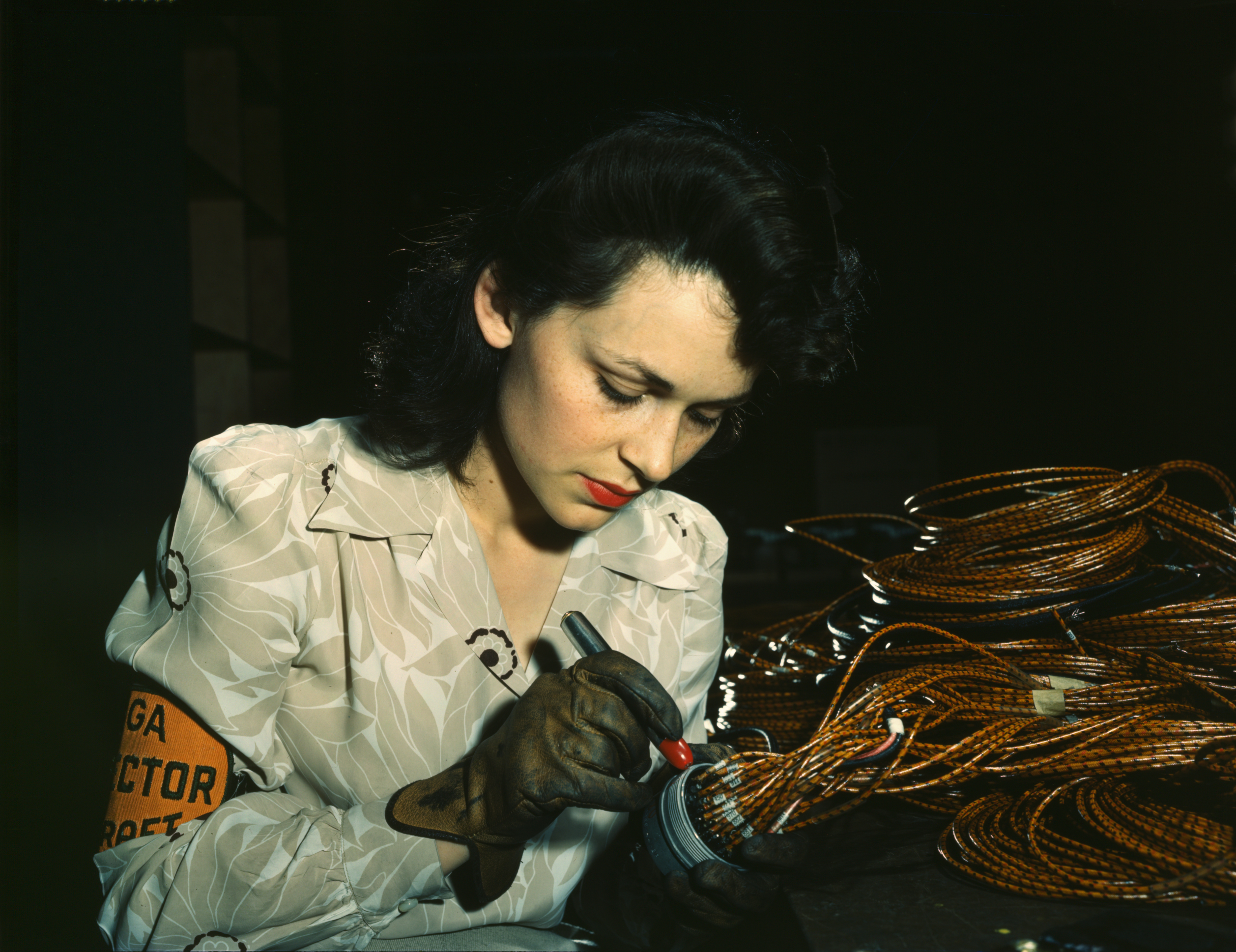
Dělnice v USA, rok 1942

Ekonomie práce je obor ekonomie, který zkoumá trh práce a jeho vztahy k ostatním ekonomickým činitelům. Základním zájmem je popis zákonitostí vztahů dodavatele práce (pracovníků, zaměstnanců) a žadatelů o služby práce (zaměstnavatelů), především ve vztahu k faktorům, jako jsou mzdy, zisky, zaměstnanost a hrubý domácí produkt. Specifičnost těchto vztahů vyplývá z toho, že firmy, které na trhu obvykle bývají na straně nabídky, jsou na trhu práce na straně poptávky, a běžní lidé, obvykle konzumenti, jsou zde na straně nabídky, což vede k jistým specifikům a neobvyklostem.
V ekonomii práce se uplatňují jak analýzy mikroekonomické (studují roli jednotlivců a jednotlivých firem na trhu práce), tak makroekonomické (zkoumají vzájemné vztahy mezi trhem práce, trhem se zbožím, peněžním trhem a zahraničním obchodem). Velkým tématem makroekonomie práce je nezaměstnanost a její různé druhy.

## Ekonomie práce: Heterodoxní a Post-Keynesovská perspektiva

### Uvedení k Post-Keynesovské ekonomii
Postkeynesovství staví do kontrastu liberální definici ekonomie Lionela Robbinse (neoklasická ekonomie) s „heterodoxní definicí ekonomie: studium tvorby sociálního přebytku a sociální distribuce zdrojů společnosti“. Podle Pasinettiho jsou jádrem „keynesovské revoluce“ tyto principy, které determinují jiný pohled na ekonomii práce:
- Realita (a ne jednoduše abstraktní racionalita) jako výchozí bod ekonomické teorie.
- Ekonomická logika s vnitřní konzistentností (a nejen formální přesností).
- Malthus a klasici (ne Walras a marginalisté) jako hlavní inspirativní zdroj v historii ekonomického myšlení.
- Neergodické (místo stacionárních, nadčasových) ekonomické systémy.
- Kauzalita versus vzájemná závislost.
- Makroekonomie před mikroekonomií.
- Disequilibrium a nestabilita (ne rovnováha) jako normální stav průmyslových ekonomik.
- Nutnost nalezení vhodného analytického rámce pro řešení technických změn a hospodářského růstu.
- Silný, hluboce pociťovaný sociální zájem.

Post keynesiánský pohled na trhy práce (princip efektivní poptávky) jsou v rozporu s názorem neoklasické ekonomie (Sayův zákon trhu). Lidé drží peníze kvůli nejistotě a toto chování vede k problémům s poptávkou a nezaměstnanosti, protože firmy nemohou vyrábět peníze. Paul Davidson to popisuje tak, že peníze nerostou na stromech. Primární příčinou nezaměstnanosti je nedostatek efektivní poptávky a absence pracovních míst. Stát má doplnit poptávkovou politiku o nabídkovou politiku skrze strukturální (průmyslovou, regionální a sociální) politiku.
| Porovnání neoklasické a heterodoxní ekonomie na zaměstannost | Porovnání neoklasické a heterodoxní ekonomie na zaměstannost |
| ------------------------------------------------------------ | --- |
| Liberální ekonomie                                           | Úroveň zaměstnanosti práce je jen jednoduchá funkce křivek nabídky a poptávky po práci, kde je poptávka produktem mezních příjmů faktoru práce a nulová nezaměstnanost znamená očištěný trh práce. |
| Heterodoxní eknomie                                          | Agregátní poptávka řídí produkci a úroveň zaměstnanosti. Produkce ve světě PKE téměř vždy probíhá pod plnou výrobní kapacitou, kde jsou konstantní mezní náklady. Ceny jsou jednoduše tvořeny systémem „nákladů plus“ nebo „přirážky“ k nákladům (marže), které jsou určovány tržní silou a tím, zda jste na trhu „cenovým lídrem“ nebo „příjemcem ceny“. Nabídka reaguje na růst poptávky a Akumulace kapitálu je funkcí očekávaného růstu poptávky; stejně jako práce. |

Post keynesiánská ekonomie tvrdí, že trhy práce se nemusí nutně chovat dobře, že mzdová sazba není obyčejná „cena“ a že snižování mezd může mít na hospodářskou aktivitu zvrácené účinky v rozporu s neoklasickou teorií.  Mzdy nejsou stanoveny s ohledem na marginální produkt práce, ale stanovení mezd je ovlivněno pojmem spravedlnosti a sociálních norem a tyto faktory mohou ovlivnit všechny atributy práce.
| Duální hypotéza trhu práce | Duální hypotéza trhu práce                                                                                                  |
| -------------------------- | --- |
| Centrum                    | Mzdy a produktivita vysoké, náklady na odbornou přípravu pracovníků jsou vysoké a existuje vyšší stupeň odborové organizace |
| Periferie                  | Mzdy obecně nízké, vyžaduje se jen málo školení a vysoký obrat                                                              |

### Doporučení pro hospodářskou a sociální politiku
Post keynesiánci zaujímají k politice nezaměstnanosti odlišný přístup a odmítají liberální pojetí ekonomie blahobytu, protože věří, že dokonalý trh práce je mýtus. U Post Keynesianů jsou to změny zaměstnanosti, které vedou ke změnám reálných mezd a nikoliv obráceně. Nezaměstnanost může nastat, i když jsou mzdy flexibilní a trhy práce konkurenceschopné. Důvodem je, že mzdová sazba se používá spíše k určení úrovně hodin práce než k vyčistění trhu práce.
Post-keynesovci popisují současný ekonomický systém za Globálně-manažerský financializující kapitalismus. Pro tuto stávající formu kapitalismu jsou typické tyto fenomény, kde společnost odstupňovaných nerovností je nahrazena společností naprosté nesouměřitelnosti:
| Globálně-manažerský kapitalismus | Globálně-manažerský kapitalismus |
| -------------------------------- | --- |
| Makro                            | Stagnující ekonomický růst po roce 1980, stagnující nebo klesající skutečné mzdy mimo horních 10 procent příjmových vrstev (a zejména v rámci horního 1 procento), podstatný růst nestability ekonomik a ekonomické nerovnosti, s bezprecedentní expanzí finančního průmyslu a různých exotických finančních aktiv do všech oblastí lidského života a strukturální rozpočtové deficity. |
| Mikro                            | V následujících dekádách bude zautomatizována až polovina stávajících pracovních míst bez náhrady. Technologiemi poháněné štěpení pracovního trhu na vysoce kvalifikovaná, výborně placená pracovní místa, která nepůjde zautomatizovat, na straně jedné a nízko kvalifikovaná, špatně placená, prekarizovaná (v důsledku reforem "flexibilizace") místa na straně druhé, která se zautomatizovat nevyplatí. Vše mezi tím, a tím i střední vrstvy společnosti, v podstatě zmizí. |
| Práce                            | - Uplatnění umělé inteligence (Průmysl 4.0), které může vést k technologické nezaměstnanosti. - GIG ekonomika: Rostoucí počet pracovníků již není zaměstnán v „zakázkách“ s dlouhodobými smlouvami se společností na obou určitou/neurčitou, ale je najímán v rámci tzv. „flexibilních“ uspořádání jako „nezávislí dodavatelé“ nebo „konzultanti“, kteří pracují pouze na dokončení konkrétního úkolu nebo po definovanou dobu a bez užšího spojení se svým zaměstnavatelem. - Časová a prostorová flexibilizace práce, kde se stírají rozdíly mezi závislou činností a podnikáním, technologie kladou nové nároky na ochranu zdraví zaměstnaných a fragmentarizace trhu práce ztěžuje odborovou činnost. Růst pololegální sféry zaměstnávání jenž vytěsňuje zaměstnance do pozice prekarizovaného živnostníka bez sociálních práv. - Globalizace, demografické a klimatické změny tlačí na chudé, privatizaci penzí, zdravotnictví a školství. - Outsourcing nutí mateřské země k vlastnímu snižování mzdové hladiny. |

Expanzivní poptávková politika, vyšší regulace trhu práce a vyšší růst reálných mezd mohou mít příznivé účinky na produktivitu, růst a zaměstnanost.
| Post-Keynesovská doporučení | Post-Keynesovská doporučení |
| --------------------------- | --- |
| Nabídková                   | Průmyslová, regionální a sociální (např. skrz Job guarantee program) |
| Poptávková                  | Aktivní fiskální, kde by expanze poptávky měla snížit nezaměstnanost a pomoci napravit rovnováhu (rozdělení moci) sil mezi kapitálem/rentou a prací. |
| Inflační                    | Cílená příjmová a daňová politika (např. podpora minimálních mezd s progresivními daněmi) |
| Platební bilance            | Mezinárodní koordinace expanze poptávky a kontrola spekulací s měnami, kde by se neprohlubovala propast v zadlužování státu (čistá investiční pozice) |
| Růst produktivity práce     | Reforma vztahů na pracovišti, řízení lidských zdrojů a reformy corporate governance od liberálně-predátorské wall-street shareholder filosofie (logika "zmenšování a distribuce") k logice zachovat a investovat (tzv. post-keynesovská Dlouhá správa věcí veřejných). |
| Politický režim             | Strach z nezaměstnanosti má být nahrazen pozitivními opatřeními průmyslové demokracie jako hlavní motivace pro angažovanost v práci a v politické demokracii. |
| Finanční systém             | Finanční systém by měl být reformován tak, aby eliminoval diskriminaci jiných forem vlastnictví (družstva, apod.) a podporoval sociálně žádoucí projekty. |